# Hallfreðar saga
Hallfreðar saga vandræðaskálds (oldnordisk udtale: [ˈhalːfreðar ˈsaɣa ˈwandˌrɛːðaˌskalds]) er en af de islandske sagaer. Sagaen er bevaret i flere manuskripter fra 1300-tallet inklusive Möðruvallabók og Flateyjarbók, og der er store forskelle imellem de to.
Historien fortæller om Hallfreðr vandræðaskáld, der var en islandsk skjald omkring år 1000. Sagaen minder om sagaerne om andre skjalde som Kormáks saga og Gunnlaugs saga, men i Hallfreðar saga er der lagt mindre vægt på skjaldens romantiske forhold. I stedet fortæller sagaen om en vanskelige omvendelse af Hallfreðr fra nordisk religion til kristendom og hans forhold med Olav Tryggvason og andre norske herskere.